# Teruhisa Moriyama
Teruhisa Moriyama (jap. 森山 輝久 Moriyama Teruhisa; ur. 17 marca 1942 w prefekturze Hiroszima) – japoński siatkarz, medalista igrzysk olimpijskich i igrzysk azjatyckich.

## Życiorys
Sugahara wraz z reprezentacją Japonii zdobył 2 złote medale igrzysk azjatyckich 1962 w Dżakarcie w odmianie 6– i 9–osobowej. Wystąpił na igrzyskach olimpijskich 1964 odbywających się w Tokio. Zagrał wówczas we wszystkich dziewięciu meczach olimpijskiego turnieju, a jego zespół po siedmiu zwycięstwach i dwóch porażkach zajął 3. miejsce. Podczas igrzysk azjatyckich 1966 w Bangkoku obronił tytuł sprzed 4 lat w grze 6–osobowej.
Jest absolwentem Uniwersytetu Chūō. 